# Siegfried Thomas Bok

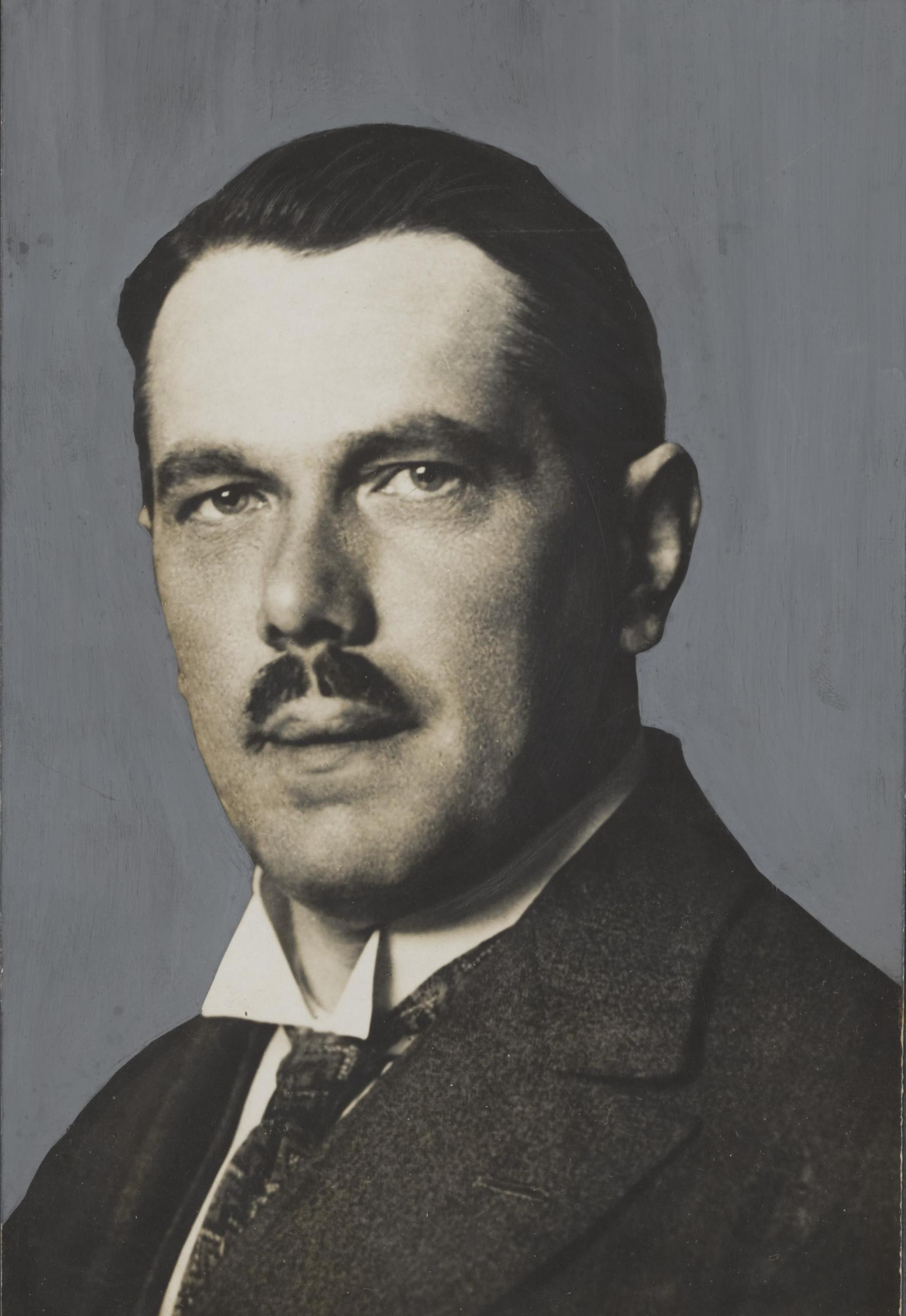
Siegfried Thomas Bok

Siegfried Thomas Bok (* 19. März 1892 in Knollendam; † 4. Januar 1964 in Naarden) war ein niederländischer Neurologe.

## Leben
Siegfried Thomas war der Sohn des Johannes Bok (* 23. Januar 1864 in Dokkum; † um 1910/14 in Amsterdam) und dessen Frau Trijntje Rosier (* 11. Januar 1863 in Dokkum; † 17. Mai 1940 in Wassenaar). Er hatte die Höhere Bürgerschule in Amsterdam besucht, begann 1909 an Universität von Amsterdam ein Studium der Medizin und arbeitete während dieser Zeit am niederländischen zentralen Institut für Hirnforschung in Amsterdam unter der Leitung von Cornelius Ubbo Ariëns Kappers. Am 3. April 1916 bestand er sein Arztexamen und arbeitete danach als Assistenzarzt von Leendert Bouwman (* 23. Mai 1869 in Nieuw-Beijerland; † 25. Februar 1936 in Utrecht) an der Valeriusklinik in Amsterdam. Hier arbeitete er an der Thematik der embryonalen Entwicklung der Kerne und den Bahnsystemen des verlängerten Rückenmarkes und den Gesetzmäßigkeiten, welche diese Entwicklung beherrschen. Die Resultate dieser Untersuchungen wurden von der Universität Groningen mit einem Preis belohnt und führten zur Theorie vom stimulierten Flimmern. Am 28. März 1922 promovierte Bok in Amsterdam mit dem Thema Over de ontogenese van het ruggemergsreflexapparaat met de centrale verhoudingen van de nervus sympathicus (deutsch: Über die Ontogenese des Rückenmarkreflexapparats mit den zentralen Verhältnissen des Nerves Sympathikus) und folgte 1924 Bouwman an die Universität Utrecht, wo er als Konservator der Anatomie eine Stelle gefunden hatte.
Zwei Jahre später wechselte er als Prosektor an die psychiatrische Klinik Willem Arntz Hoeve in Den Dolder. Während jener Zeit entdeckte er die Wechselwirkungen zwischen Bau und Funktion der Gehirnrinde. Am 19. Juli 1929 erhielt er einen Ruf auf die Professur der Histologie und mikroskopischen Anatomie an die Universität Leiden, welche Aufgabe er am 30. Oktober 1929 mit Antrittsrede Wiskunde en weefselleer (deutsch: Mathematik und Gewebelehre) antrat. Während des Zweiten Weltkriegs, sowie der deutschen Besetzung der Niederlande (1940–1945), musste er mit der Schließung der Leidener Hochschule am 28. Januar 1943 auch seine Professur niederlegen. Jedoch führte er illegal die Ausbildung der Studenten fort, musste deswegen eine Zeit in deutscher Gefangenschaft zubringen und gehörte später zu den Personen die nach einem Mordanschlag Anfang 1944 als Geiseln genommen wurden. Er blieb dann einige Zeit im Konzentrationslager Herzogenbusch und kehrte nach dem Krieg wieder nach Leiden zurück, wo er am 28. August 1945 seine Professur wieder antrat.
Nachdem er einige Jahre als Prosekretär im akademischen Senat gewirkt hatte, wählte man ihn im Akademiejahr 1950/51 zum Rektor der Alma Mater, wozu er am 376. Jahrestag der Leidener Hochschule am 8. Februar 1951 die Rektoratsrede Hersenschors en lichaamsvorm (deutsch: Gehirnrinde und Körperform) hielt. Am 9. Juli 1952 wurde Bok zum Direktor des Hirninstitutes in Amsterdam berufen und wurde damit verbunden zum außerordentlichen Professor der Neurobiologie an der Universität von Amsterdam angestellt, welche Aufgabe er am 1. Juni 1953 mit der Rede De sturende taak van het zenuwstelsel (deutsch: Die steuernde Aufgabe des Nervensystems) übernahm. In diesen Jahren arbeitete er vor allem auf dem Gebiet der Kybernetik, wozu auch Publikationen erschienen. In seinem siebzigsten Lebensjahr, wurde er am 1. September 1962 aus seiner Professur emeritiert und er verbrachte seine letzte Lebenszeit in Naarden. 1945 war Bog Mitglied der königlich niederländischen Akademie der Wissenschaften, wurde 1958 Ritter des Ordens vom niederländischen Löwen und war Kommandeur des belgischen Orden Leopolds II.

## Familie
Bog verheiratete sich am 15. Mai 1916 in Amsterdam mit Wilhelmina de Vos (* 14. Dezember 1891 in Amsterdam; † 11. Januar 1977 in Naarden), die Tochter des Pieter de Vos (* 28. Dezember 1860 in Enkhuizen; † 10. August 1936 in Hilversum) und dessen Frau Arnoldina Johanna Duker (* 13. März 1861 in Enkhuizen; † 11. Januar 1937 in Veuten). Aus der Ehe stammen drei Söhne und eine Tochter. Von den Kindern kennt man:
- Johannes (Jo) Bok (* 28. Juni 1917 in Doorn; † 6. Juni 1997 in Dordrecht) verh. 11. Februar 1943 in Wassenaar mit Florentine Adrienne von Weiler
- Siegfried Thomas Bok (* 20. Juni 1921 in Amsterdam; † 18. Dezember 1972 in Hilversum) verh. 16. September 1950 mit Grietje Helina (Ita) Assies (* 10. März 1923 in Dordrecht; † 15. Februar 2001 in Haren)
- Arnoldina Johanna Bok (* 23. Dezember 1924 in Amsterdam; † 7. Mai 1998 in Oegstgeest) verh. in Leiden Lucas Eduard Michiel Valk (* 8. März 1919 in Soerabaja; † 19. Juli 1987 in Eindhoven)
- Pieter Bok (* 25. Januar 1925 in Nijmegen; † 8. August 1981 in Voorhout) verh. 21. Februar 1946 in Leiden mit A. J. Krieger

## Werke (Auswahl)
- Over de ontogenese van het ruggemergsreflexapparaat met de centrale verhoudingen van de nervus sympathicus. Amsterdam 1922
- Das Zentralnervensystem, das Rückenmark. Berlin 1926
- Wiskunde en weefselleer. Den Haag 1929
- Histopathologie des Zentralnervensystems. Utrecht 1932
- A quantitative analysis of the structure of the cerebral cortex. Amsterdam 1936
- De gedachtengang van de statistica. Leiden 1946, 1948
- Hersenschors en lichaamsvorm. Leiden 1951
- De sturende taak van het zenuwstelsel. Amsterdam 1953
- Cybernetica (stuurkunde), hoe sturen wij ons leven, ons werk en onze machines? Utrecht 1958, 7. Aufl. 1968
- Histonomy of the cerebral cortex. Amsterdam 1959
- Het ontstaan van het leven. Utrecht 1963